# Apeira feminicolor
Apeira feminicolor är en fjärilsart som beskrevs av Barend J. Lempke 1970. Apeira feminicolor ingår i släktet Apeira och familjen mätare. Inga underarter finns listade i Catalogue of Life.